# جدة (جزيرة)
جزيرة جدة هي جزيرة غير مأهولة في البحرين. تقع إلى الغرب من جزيرة البحرين وإلى الشمال من جزيرة أم النعسان غير المأهولة في الخليج العربي. متصلة بجزيرة أم نعسان على طريق جسر قصير.
في عام 1930 كان مستشار حكومة البحرين تشارلز بلغريف مع الشيخ حمد بن عيسى آل خليفة اتفقا على بناء سجن في الجزيرة وغرسوا أول نخلة هناك. مجيد مرهون وعبد الهادي خلف وعدد من الناشطين السياسيين الآخرين قضوا وقتا في ذلك السجن في الستينات والسبعينات.
أصبحت الجزيرة فيما بعد ملكا خاصا لرئيس الوزراء خليفة بن سلمان آل خليفة ومغلقة عن العامة. يوجد في الجزيرة قصر وحدائق ومهبط للطائرات ومسجد والعديد من التسهيلات الأخرى المقدمة لرئيس الوزراء وأسرته على الرغم من أن الجزيرة غير مأهولة والشيخ خليفة نفسه يعيش في الرفاع بجزيرة البحرين.
تتكون الجزيرة من منحدرات من الحجر الجيري. تم استخدام كتل من الصخور لبناء معبد باربار على جزيرة البحرين ومدرسة الهداية الخليفية في جزيرة المحرق.